# Ballana
Ballana era un cimitero della Bassa Nubia. Fu scavato da Walter Bryan Emery tra il 1928 ed il 1931, durante un progetto di salvataggio prima della costruzione della grande diga di Assuan.

## Descrizione
Furono rinvenute un totale di 122 tombe sotto un incredibile numero di tumuli artificiali. Risalgono al periodo subito successivo al collasso dello stato Meroitico, ma prima della fondazione dei regni cristiani di Nubia, tra il 350 ed il 600. Solitamente contenevano una o più camere sotterranee,con una camera funeraria principale. Alcune tombe sono state trovate integre, non toccate dai tombaroli, ma anche le tombe già profanate contenevano molti oggetti votivi.
Gli oggetti rinvenuti sono soprattutto di origine nubiana, ma ne esistevano anche di provenienti dall'Egitto bizantino e dal mar Mediterraneo in generale. La cosa più interessante è una serie di corone proveniente da diverse tombe, che mostrano come le sepolture più ricche appartenessero a re e regine locali. Assieme ai signori venivano sepolti cavalli e schiavi. Esistono pochi oggetti scritti nelle tombe. L'identificazione precisa dei proprietari delle tombe è pressoché impossibile. È stato anche ipotizzato che queste tombe fossero quelle dei re e della corte di Nobazia.
Un'importante tomba è quella etichettata come "tomba 118", composta da tre camere. Può essere definita un classico esempio di tomba reale di Ballana, ed è composta da una camera sepolcrale principale e da due camere che fungevano da magazzino. Il soffitto della camera sepolcrale è collassato e la tomba, per questo motivo, si è salvata dal saccheggio dei tombaroli. Il corpo del defunto è stato rinvenuto deposto sopra una bara. Molto probabilmente si trattava di un re, dato che sulla sua testa è stata trovata una corona. Sotto la bara si trovavano i resti di una grande scacchiera da gioco in legno, armi ed una sedia pieghevole in ferro. C'erano anche gli scheletri di un giovane servo maschio e di una mucca. Nelle due camere laterali furono scoperti gli scheletri di altri servi, oltre a ceramiche e numerose lampade in bronzo.
Le tombe di Ballana appartengono ad una complessa cultura definita Gruppo X. A causa dei ritrovamenti avvenuti in questo cimitero, viene spesso definita anche cultura di Ballana. L'originario cimitero di Ballana è stato sommerso dal Lago Nasser dopo la costruzione, nel 1958, della diga di Assuan.